# Boy 7 (boek)
Boy 7 is een Nederlandstalig boek geschreven door Mirjam Mous.

## Verhaal
Een tienerjongen wordt wakker op een verlaten vlakte en weet niet wie hij is en waar hij is. Het enige dat hij heeft is zijn kleren en een rugzak met wat spullen. Als hij de politie wil bellen, ontdekt hij dat hij een voicemailbericht heeft. Dat voicemailbericht is door zijn eigen stem ingesproken en heeft maar een opdracht: wat er ook gebeurt, bel in geen geval de politie. Als hij op zoek wil naar de bewoonde wereld komt er een meisje aangereden genaamd Lara. Zij neemt hem mee naar een Bed & Breakfast zodat hij een plaats ter overnachting heeft. Met de weinige aanwijzingen die hij heeft gaat hij op zoek naar zijn identiteit. Als hij bij de bowlingbaan een notebook en een USB-stick vindt, blijkt dat het niet alleen gaat om het ontdekken van zijn eigen identiteit, maar ook het wereldkundig maken van een verschrikkelijk experiment met RFID-chips.

## Vertaling
Het boek werd vertaald in het Duits als: Boy 7 - vertraue niemandem; nicht einmal dir selbst.

## Prijs
In 2023 won Mirjam Mous een gouden boek voor vijfenzeventigduizend verkochte exemplaren van Boy 7.

## Theater en film
- In 2015 is er door producenten DommelGraaf Theaterproducties en Michiel Morssinkhof een muziektheatervoorstelling van gemaakt, die rondreisde langs de Nederlandse theaters.
- In 2015 is de gelijknamige film uitgebracht gebaseerd op het boek, met in de hoofdrol Matthijs van de Sande Bakhuyzen.